# Estreito de Taiwan

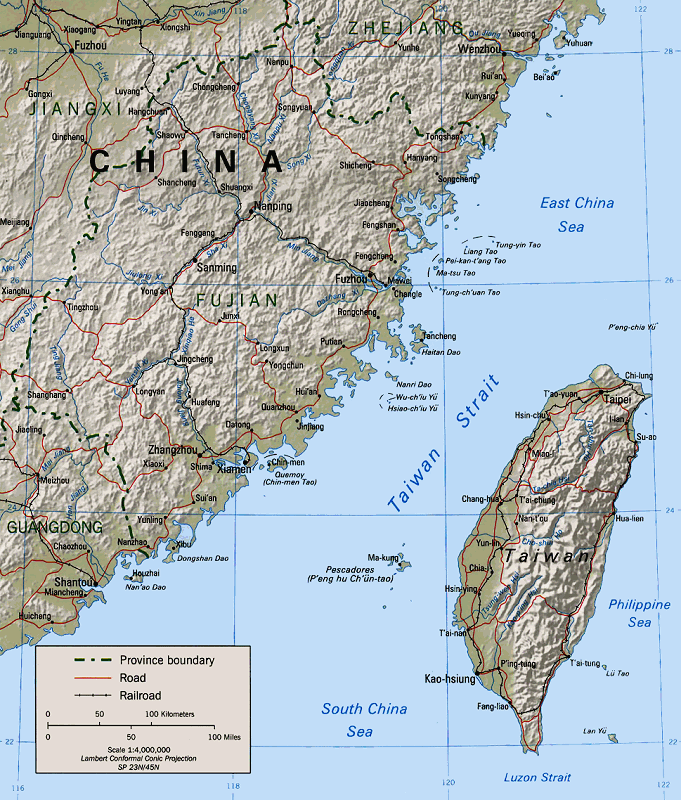
Estreito de Taiwan.

O estreito de Taiwan ou estreito da Formosa é um estreito, pertencente ao Mar da China Meridional, localizado entre a ilha de Formosa e a China continental. Possui cerca de 180 km de largura média, sendo a largura mínima de 131 km. 
Este estreito foi palco de várias batalhas da guerra que se seguiu à secessão entre a República Popular da China e Taiwan, em 1949.

## Geografia
A província de Fujian na China continental está localizada a oeste do estreito, enquanto ilhas importantes como Kinmen, Xiamen, Pingtan e Matsu, situam-se próximas da costa. A leste estão as costas oeste da  República da China (Taiwan) e Penghu. Os pescadores da ilha usam o estreito como um recurso pesqueiro. Os rios Min e Jiulong desaguam no estreito.